# Joaquín Gutiérrez de Rubalcaba Casal
Joaquín Gutiérrez de Rubalcaba Casal (Ferrol, 19 de març de 1803 - Madrid, 13 d'abril de 1881) fou un militar i polític gallec, almirall de l'Armada Espanyola i ministre durant el regnat d'Isabel II d'Espanya.

## Biografia
Era fill d'Alejo Gutiérrez Rubalcava y Medina, cavaller de l'Orde de Sant Jaume. El 1819 entrà de guardiamarina a Ferrol i embarcà a les fragates Fama, María Isabel i Ninfa; en la goleta Belona i el bergantí Vengador. En 1821 ascendí a alferes de fragata, el 1825 a alferes de navili, el 1833 a tinent de navili i el 1840 a capità de fragata. Fou enviat a Lima i en 1842 va combatre vaixells de l'armada xilena a l'illa de Chiloé. En 1842 i 1846 fou elegit diputat per La Corunya. En 1846 fou ascendit a capità de navili i en 1848 fou destinat a l'Havana com a Capità del Port.
n 1852 va ascendir a brigadier i en 1853 fou nomenat Comandant General de la divisió naval del Mediterrani. En 1854 fou nomenat Director del Dipòsit Hidrogràfic i vocal de la Junta directiva del Mapa Geogràfic d'Espanya. En 1856 el nomenaren Major General de l'Armada Espanyola i en 1857 Cap de l'Esquadra. En 1859 fou Capità General de Cartagena i en 1860 Comandant General de la Posta de l'Havana. Durant 1862 va participar en una expedició de suport a Maximilià I de Mèxic sota les ordres de Joan Prim i Prats. En 1863 fou nomenat president de la Junta Superior Consultiva de l'Armada Espanyola i senador vitalici. En 1864 fou nomenat tinent general i Ministre de Marina sota el govern de Lorenzo Arrazola García (gener-març 1864). Tornaria a ser ministre de Marina en el darrer govern de Ramón María de Narváez (1866-1867).
Després de la revolució de 1868 va demanar la separació del cos. Arran la restauració borbònica va demanar el reingrés i tornà a ser nomenat senador vitalici, president de la secció de marina del Consell d'Estat i en 1875 fou ascendit a almirall.
Entre altres condecoracions, va rebre les grans creus de l'Orde de Sant Hermenegild, de l'Orde de Carles III i de l'Orde d'Isabel la Catòlica, així com la Creu del Mèrit Naval amb distintiu roig.